# 7260 Metelli
A 7260 Metelli (ideiglenes jelöléssel 1994 FN) a Naprendszer kisbolygóövében található aszteroida. Stroncone fedezte fel 1994. március 18-án.